# Cerdo Cabra Banana Grillo
Cerdo Cabra Banana Grillo (Pig Goat Banana Cricket como título original) es una serie animada estadounidense creada por Dave Cooper y Johnny Ryan para Nickelodeon. La serie trata sobre las aventuras del cuarteto titular. Fue estrenada como un preestreno el 16 de julio de 2015, después de los Kids' Choice Sports Awards 2015, y estrenada oficialmente el 18 de julio. Se estrenó en España el 3 de octubre de 2016 en Nickelodeon.
El 24 de junio de 2015, la serie fue renovada para una segunda temporada.

## Sinopsis
La serie trata sobre las delirantes aventuras de un grupo de amigos: Cerdo, Cabra, Banana y Grillo. Cerdo es "el tonto", Cabra "la artista", Banana es "el sabelotodo" y Grillo, "el cerebro". Cada uno de los personajes principales vive por separado su propia historia para después juntarse todas al final de cada episodio.
Viven en Boopelite City, una ciudad gigante donde la mayoría de los edificios parecen relojería. Las calles y aceras están llenas de varios personajes. Los cuatro personajes viven en una casa del árbol en el centro de la ciudad.

## Elenco
- Matt L. Jones como Pig.
- Candi Milo como Goat.
- Thomas F. Wilson como Banana.
- Paul Rugg como Cricket.

## Producción
Pig Goat Banana Cricket fue creado por Dave Cooper y Johnny Ryan para Nickelodeon. La serie está basada en su cómica de Revista Nickelodeon publicado en 2004. Cooper y Ryan son los dos artistas con experiencia; la serie es su primer trabajo para la televisión, aunque Cooper se utilizó para trabajo de diseño en Futurama.
Desarrollado de "Pig Goat Banana Mantis!", un piloto dirigido por el animador independiente Nick Cross, las historias fueron descritos como difícil escribir, debido a su formato entrelazado y la duración de 11 minutos. El proceso se simplificó por su duración se duplicó y la dirección siendo aclarado. Ellos tuvieron que ajustar al entorno de estudio, y descrito su carrera en los cómics como preparación para la producción. Jones, Milo, y Wilson retomó sus funciones de la corto original, con Mantis, que anteriormente fue expresado por James Urbaniak, siendo rebautizado Cricket, debido a que hay un personaje en Kung Fu Panda: la leyenda de Po quien fue nombrado Mantis.

## Episodios

### Piloto: 2012
| Serie # | Temp. # | Título                            | Director                 | Guionista(s) | Estreno en Estados Unidos |
| ------- | ------- | --------------------------------- | ------------------------ | ------------ | ------------------------- |
| 1       | 1       | «Pig Goat Banana Cricket Mantis!» | Dave Cooper y Nick Cross | Johnny Ryan  | 14 de agosto de 2012      |

### Temporada 1: 2015-16
| Serie # | Temp. # | Título                                  | Director                            | Guionista(s)                                                                       | Estreno en Estados Unidos | Código | Audiencia      |
| ------- | ------- | --------------------------------------- | ----------------------------------- | ---------------------------------------------------------------------------------- | ------------------------- | ------ | -------------- |
| 1       | 1       | «Pig Goat Banana Cricket High Five!»    | Nick Cross, Ben Jones, y Gabe Swarr | David Sacks y Johnny Ryan                                                          | 16 de julio de 2015       | 101    | 0.95           |
| 2       | 2       | «Fudge-pocalypse»                       | Luke Brookshier                     | Doug Lieblich                                                                      | 18 de julio de 2015       | 102    | 1.23           |
| 3       | 3       | «Super Space Meatball»                  | Luke Brookshier                     | Doug Lieblich, Johnny Ryan, David Sacks, y Merriwether Williams                    | 25 de julio de 2015       | 108    | 1.24           |
| 4       | 4       | «The Chronicles of Cutesachusetts»      | Joe Horne                           | David Sacks y Johnny Ryan                                                          | 1 de agosto de 2015       | 104    | 1.49           |
| 5       | 5       | «Prank Thy Neighbor»                    | Carl Faruolo                        | David Sacks, Johnny Ryan, y Merriwether Williams                                   | 8 de agosto de 2015       | 106    | 1.24           |
| 6       | 6       | «Miss Cutesy Meow Meows»                | Luke Brookshier                     | Doug Lieblich                                                                      | 7 de septiembre de 2015   | 107    | 1.18           |
| 7       | 7       | «Let's Get Tiny»                        | Carl Faruolo y Kim Roberson         | David Sacks, Johnny Ryan, y Merriwether Williams                                   | 18 de septiembre de 2015  | 110    | 1.39           |
| 8       | 8       | «The Most Beautiful Roach in the World» | Ian Graham                          | Merriwether Williams                                                               | 25 de septiembre de 2015  | 112    | 1.07           |
| 9       | 9       | «The Tooth of My True Love»             | Luke Brookshier                     | Doug Lieblich, Johnny Ryan, David Sacks, y Merriwether Williams                    | 2 de octubre de 2015      | 107    | 1.33           |
| 10      | 10      | «Gauntlet of Humiliation»               | Joe Horne y Ben Jones               | Doug Lieblich, Johnny Ryan, David Sacks, y Merriwether Williams                    | 9 de octubre de 2015      | 105    | 1.04           |
| 11      | 11      | «DJ Wheelbarrow Full of Nachos»         | Joe Horne                           | Justin Charlebois, Doug Lieblich, Johnny Ryan, y David Sacks                       | 16 de octubre de 2015     | 109    | 0.97           |
| 12      | 12      | «Underpants-Palooza»                    | Kim Roberson y Carl Faruolo         | David Sacks y Johnny Ryan                                                          | 6 de noviembre de 2015    | 113    | 1.11           |
| 13      | 13      | «BananaLand»                            | Luke Brookshier                     | Doug Lieblich, Johnny Ryan, David Sacks, y Merriwether Williams                    | 13 de noviembre de 2015   | 114    | 0.84           |
| 14      | 14      | «Zombie Broheims»                       | Ian Graham                          | Justin Charlebois                                                                  | 20 de noviembre de 2015   | 115    | 0.79           |
| 15      | 15      | «Happy Chalawunga!»                     | Carl Faruolo                        | Merriwether Williams                                                               | 4 de diciembre de 2015    | 103    | 1.05           |
| 16      | 16      | «Mall Ya Later»                         | Kim Roberson                        | Merriwether Williams                                                               | 15 de enero de 2016       | 116    | 0.79           |
| 17      | 17      | «Total Bananarchy»                      | Luke Brookshier y Kim Roberson      | Doug Lieblich                                                                      | 22 de enero de 2016       | 117    | 0.90           |
| 18      | 18      | «Angry Old Raisin»                      | Ian Graham                          | Justin Charlebois                                                                  | 5 de febrero de 2016      | 118    | 0.90           |
| 19      | 19      | «Cow Duck Avocado Mantis»               | Cosmo Segurson                      | Merriwether Williams                                                               | 19 de febrero de 2016     | 119    | 0.93           |
| 20      | 20      | «It's Time to Slumber Party»            | Kim Roberson                        | David Sacks y Johnny Ryan                                                          | 26 de febrero de 2016     | 120    | 0.95           |
| 21      | 21      | «Secret Origins: Special Edition»       | Ian Graham                          | Justin Charlebois, Doug Lieblich, Johnny Ryan, David Sacks, y Merriwether Williams | 25 de septiembre de 2016  | 121    | Por anunciarse |
| 22      | 22      | «Moby Woof»                             | Cosmo Segurson                      | Doug Lieblich                                                                      | 2 de octubre de 2016      | 122    | Por anunciarse |
| 23      | 23      | «Prince Mermeow Moves In»               | Kim Roberson                        | Merriwether Williams                                                               | 16 de octubre de 2016     | 123    | 0.12           |
| 24      | 24      | «The Mud Munchkins Must be Crazy»       | Cosmo Segurson                      | Justin Charlebois                                                                  | 23 de octubre de 2016     | 125    | 0.10           |
| 25      | 25      | «Gold Rush»                             | Ian Graham                          | David Sacks y Johnny Ryan                                                          | 6 de noviembre de 2016    | 124    | 0.11           |
| 26      | 26      | «King of TV»                            | Kim Roberson                        | Doug Lieblich                                                                      | 13 de noviembre de 2016   | 126    | 0.09           |

### Temporada 2: 2016-17
| Serie # | Temp. # | Título                        | Director       | Guionista(s)                                                               | Estreno en Estados Unidos | Código         | Audiencia      |
| ------- | ------- | ----------------------------- | -------------- | -------------------------------------------------------------------------- | ------------------------- | -------------- | -------------- |
| 27      | 1       | «Road Trippin'»               | Kim Roberson   | Jacob Fleisher                                                             | 20 de noviembre de 2016   | 203            | Por anunciarse |
| 28      | 2       | «Heat Wave»                   | Ian Graham     | Johnny Ryan y David Sacks                                                  | 4 de diciembre de 2016    | 201            | Por anunciarse |
| 29      | 3       | «Charm School»                | Cosmo Segurson | Justin Charlebois                                                          | 4 de diciembre de 2016    | 202            | Por anunciarse |
| 30      | 4       | «The Goofy Turkey Zone»       | Cosmo Segurson | Jacob Fleisher                                                             | 12 de abril de 2017       | Por anunciarse | 0.12           |
| 31      | 5       | «The Ding-A-Ling Circus»      | Ian Graham     | Eric Acosta, Justin Charlebois, Jacob Fleisher, Johnny Ryan, y David Sacks | 19 de abril de 2017       | Por anunciarse | 0.17           |
| 32      | 6       | «Steak Bus»                   | Ian Graham     | Jacob Fleisher                                                             | 26 de abril de 2017       | Por anunciarse | 0.13           |
| 33      | 7       | «Witness Protection Program»  | Kim Roberson   | Eric Acosta                                                                | 3 de mayo de 2017         | Por anunciarse | 0.12           |
| 34      | 8       | «Flowers for Burgerstein»     | Ian Graham     | Justin Charlebois                                                          | 10 de mayo de 2017        | Por anunciarse | 0.12           |
| 35      | 9       | «Hotel It on the Mountain»    | Kim Roberson   | Justin Charlebois                                                          | 17 de mayo de 2017        | Por anunciarse | 0.21           |
| 36      | 10      | «Where Do Pickles Come From?» | Cosmo Segurson | Eric Acosta                                                                | 24 de mayo de 2017        | Por anunciarse | 0.12           |
| 37      | 11      | «Hospital Time»               | Por anunciarse | Por anunciarse                                                             | 31 de mayo de 2017        | Por anunciarse | Por anunciarse |

## Emisión y recepción
La serie se estrenará en los canales internacionales de Nickelodeon a principios de 2016 y en Latinoamérica a finales de 2016.
El piloto, publicado por Nick Cross y titulado "Pig Goat Banana Mantis!", fue ascendido a un "Staff Pick" en Vimeo. Un escritor para la revista Juxtapoz elogió la animación, llamándolo un recordatorio de las de "la generación de Ren y Stimpy". Andrew Wheeler de Comics Alliance dice que su nombrando como "J. Ryan" se le separar de su controvertida reputación en la escena de Cómic underground. Heidi MacDonald de Comics Beat escribió que parecía "maravilloso".